# Canavaggia
Pour les articles homonymes, voir Canavaggia (homonymie).
Canavaggia est une commune française située dans la circonscription départementale de la Haute-Corse et le territoire de la collectivité de Corse. Elle appartenait à la piève de Costiera.

## Géographie
C'est un village étagé au-dessus du Golo qui possède des maisons anciennes restaurées et des passages voûtés. Il se trouve entre Costa-Roda et Lentu et juste avant Ponte-Leccia. Ce village composé de trois entités (Canavaggia, Costa-Roda et Fiuminale) offre par endroits une vue incomparable sur la plaine de Marana et la piève de Rostino, de l'autre côté de la vallée.

## Urbanisme

### Typologie
Au 1er janvier 2024, Canavaggia est catégorisée commune rurale à habitat très dispersé, selon la nouvelle grille communale de densité à sept niveaux définie par l'Insee en 2022.
Elle est située hors unité urbaine et hors attraction des villes,.

## Toponymie
Le nom en corse de la commune est Canavaghja [kanaˈwaːɟa], issu du corse canavaghja signifiant “chènevière, champ de chanvre” (le chanvre se dit cànapa). Ses habitants sont dits Canavaghjinchi .
Le village de Costa Roda était appelé jusqu'au XIXe siècle Coste, en corse E Coste, pluriel du corse costa signifiant “côte, coteau”.

## Histoire
Canavaggia est l'un des plus anciens villages de montagne corse. Albert II marquis de Massa, qui régna de nombreuses années, laissa à sa mort trois fils, eux-mêmes marquis de Massa et seigneurs de Corse. L’un des trois, Hugues, fit en 1021 une donation de terres en Corse à l’église Sainte-Marie de Canavaggia. Il s’agit de l’église paroissiale, située en contrebas du village de Canavaggia. Bien que sa situation géographique présente de nombreuses similitudes avec les villages voisins de la piève de Costiera, elle fut longtemps rattachée à la piève de Caccia.

## Politique et administration
| Période                                  | Période  | Identité              | Étiquette | Qualité  |
| ---------------------------------------- | -------- | --------------------- | --------- | -------- |
| avant 1988                               | 2020     | Nicolas Ricci         | PRG       | Retraité |
| 2020                                     | En cours | Jean Félix Pasqualini |           |          |
| Les données manquantes sont à compléter. |          |                       |           |          |

## Démographie
L'évolution du nombre d'habitants est connue à travers les recensements de la population effectués dans la commune depuis 1800. Pour les communes de moins de 10 000 habitants, une enquête de recensement portant sur toute la population est réalisée tous les cinq ans, les populations de référence des années intermédiaires étant quant à elles estimées par interpolation ou extrapolation. Pour la commune, le premier recensement exhaustif entrant dans le cadre du nouveau dispositif a été réalisé en 2007.

En 2022, la commune comptait 119 habitants, en évolution de +19 % par rapport à 2016 (Haute-Corse : +5,15 %, France hors Mayotte : +2,11 %).
| 1800 | 1806 | 1821 | 1831 | 1836 | 1841 | 1846 | 1851 | 1856 |
| ---- | ---- | ---- | ---- | ---- | ---- | ---- | ---- | ---- |
| 299  | 395  | 446  | 457  | 525  | 518  | 562  | 572  | 566  |

| 1861 | 1866 | 1872 | 1876 | 1881 | 1886 | 1891 | 1896 | 1901 |
| ---- | ---- | ---- | ---- | ---- | ---- | ---- | ---- | ---- |
| 579  | 561  | 516  | 535  | 552  | 600  | 632  | 660  | 733  |

| 1906 | 1911 | 1921 | 1926 | 1931 | 1936 | 1946 | 1954 | 1962 |
| ---- | ---- | ---- | ---- | ---- | ---- | ---- | ---- | ---- |
| 529  | 507  | 590  | 721  | 532  | 532  | 312  | 400  | 142  |

| 1968 | 1975 | 1982 | 1990 | 1999 | 2006 | 2007 | 2012 | 2017 |
| ---- | ---- | ---- | ---- | ---- | ---- | ---- | ---- | ---- |
| 124  | 111  | 100  | 77   | 98   | 109  | 110  | 99   | 103  |

| 2022 | - | - | - | - | - | - | - | - |
| ---- | - | - | - | - | - | - | - | - |
| 119  | - | - | - | - | - | - | - | - |

## Lieux et monuments
Le village possède une église et un très beau clocher bâti par Jean Toti en 1830, bien après la construction de l’église. Au hameau de Costa Roda, on visite l’église de Saint-Martin, qui est en réalité la plus ancienne chapelle de Corse. Elle ne possède qu’un seul autel dédié au saint dont le tabernacle n’existe que dans cette église. Chaque année, pour le 11 novembre, jour de la fête patronale, les femmes préparent traditionnellement un plat de haricots blancs.
- Église Sainte-Marie de Canavaggia.
- Chapelle Saint-Martin de Costa-Roda.

Le presbytère a été construit dans les années 1850. Pour cela, il a d’abord fallu détruire un grand rocher, appelé « pietra a u castagnu ». Après des mois de travail, ce sont finalement des employés des mines de Castifao,  possédant les outils nécessaires, qui sont parvenus à raser le rocher.
En 1994, de fortes inondations ont causé d’importants dégâts à Canavaggia, nécessitant par la suite plusieurs années de travaux.
La construction d’une salle des fêtes a fait le bonheur des villageois, de nombreuses manifestations y sont organisées chaque année.

## Personnalités liées à la commune
Hugues marquis de Massa fit donation de l'église du village.MAIRE actuel depuis 1978 RICCI NICOLAS .ADJOINT .GUERRINI J P AGOSTINI J M ORSUCCI L.
Vanessa BIANCONI y a enregistré le siège social de son entreprise H.I.C France, spécialisée en e-santé, qui développe la solution de prévention santé "Miloé" (www.miloe-sante.com)
Eugène Anarella évoque le village de Canavaghja dans l'une de ses chansons interprétée par Antoine Ciosi I Stradaghji: « Ellu la si passava beatu è spenseratu / Santu di Canavaghja sgaiuffu è stradaghju / Per cantà, manghjà è beie paria propriu natu / In cantina Ghjuvan Carlu a notte à u Rataghju (...) Ognunu à lu paese sempre à li dicia / O Santu pianta à pena tutta sta bivendaghja / Spendi li to danari per tutta la Bastia / E più n’un ti si vede quassù per Canavaghja »